# Sinah Amann
Sinah Amann (* 8. April 1991 in Lörrach) ist eine deutsche Fußballspielerin.

## Fußball
Ihre Karriere begann die Mittelfeldspielerin 1996 bei den Sportfreunden Schliengen. Seit der Saison 2007/08 spielte sie beim SC Freiburg, zunächst bei den U-17-Juniorinnen, zur Saison 2008/09 wechselte sie dann in den Kader der Bundesligamannschaft und debütierte gleich in der Auftaktpartie gegen den TSV Crailsheim am 7. September 2008. Ihre erste Partie im DFB-Pokal bestritt sie bereits eine Woche zuvor gegen den 1. FFC Montabaur.

## Persönliches
Amann besuchte das Wirtschaftsgymnasium an der Max-Weber-Schule in Freiburg im Breisgau und machte dort 2011 ihr Abitur.